# Znakový jazyk
Znakový jazyk je přirozený a plnohodnotný komunikační systém tvořený specifickými vizuálně-pohybovými prostředky, tj. tvary rukou, jejich postavením a pohyby, mimikou, pozicemi hlavy a horní části trupu. Znakové jazyky vznikaly spontánně v komunitách neslyšících, kde se dále vyvíjejí. Členy této komunity mohou být kromě neslyšících a nedoslýchavých také tlumočníci, přátelé a rodinní příslušníci neslyšících. Znakový jazyk také mohou používat lidé s poruchou řeči, jako jsou například některé případy afázie.

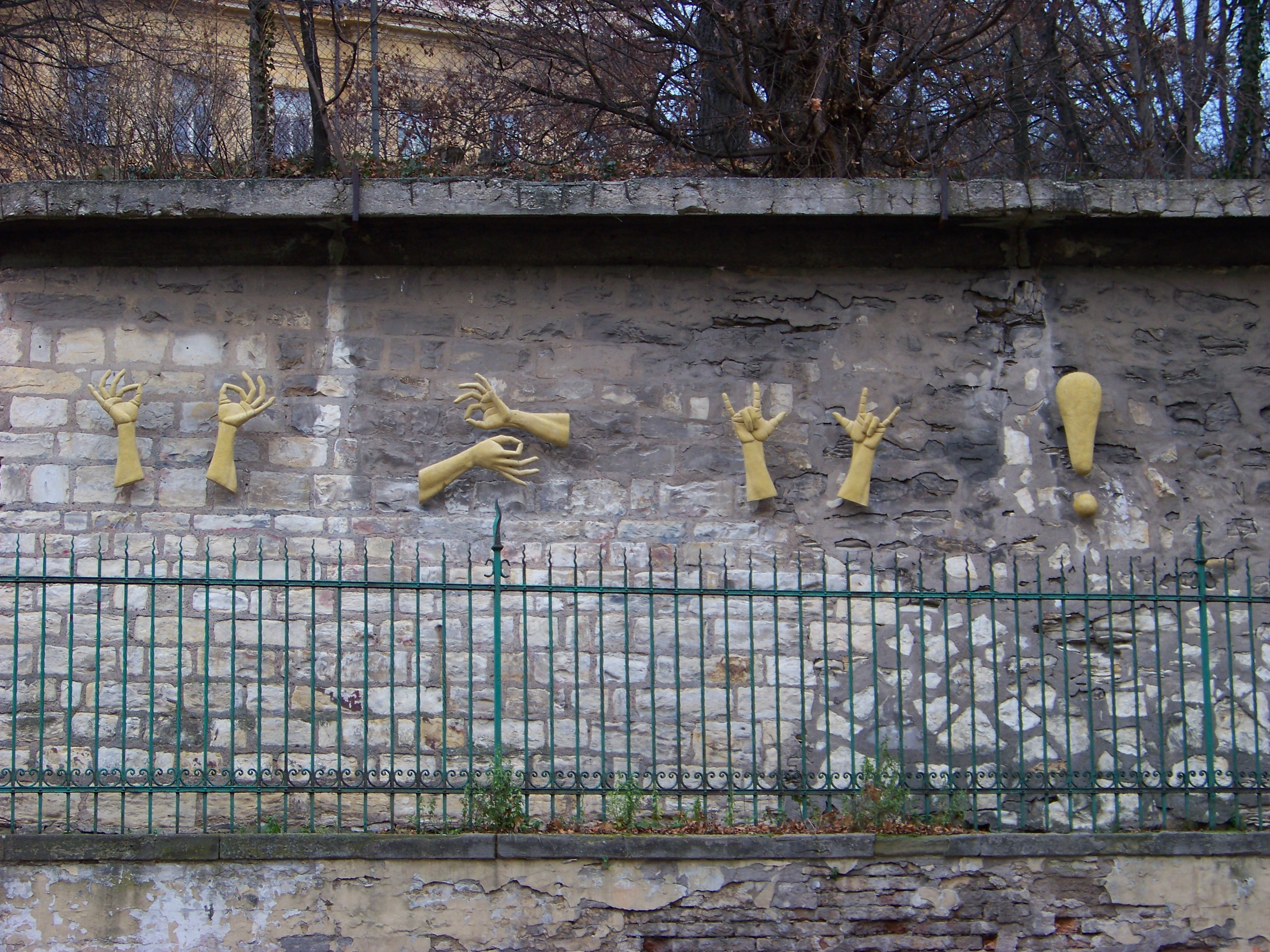
Reliéf ve znakovém jazyce "Život je krásný, buďte šťastni a mějte se rádi!" od sochařky Zuzany Čížkové na zdi školy pro sluchově postižené v Holečkově ulici v Praze na Smíchově

## Terminologie
Užívají se podobné, až těžko rozlišitelné pojmy
- znakový jazyk,
- znakovaná čeština,
- posunková řeč, posunčina, která nemá přesnou definici a je spíše improvizovanou náhradou slovního dorozumívání.[zdroj?]

### Znakový jazyk
Znakový jazyk, např. český znakový jazyk, je nezávislý plnohodnotný dorozumívací systém sice národní (např. český), ale bez přímé návaznosti na mluvený jazyk, jako je čeština. Stejně jako je tomu u mluvených (a psaných) jazyků, tak i znakové jazyky se liší podle oblastí, zpravidla zemí. Přesto, když se setkají uživatelé dvou různých znakových jazyků, je komunikace značně jednodušší, než když se setkají dva lidé hovořící různými mluvenými jazyky. V tomto ohledu znakový jazyk otevírá cestu k mezinárodní komunitě neslyšících. Znakový jazyk však není univerzální a existuje mnoho navzájem bližších nebo vzdálenějších znakových jazyků, které jsou často navzájem nesrozumitelné.
Obecně vzato každý mluvený (a psaný) jazyk má vedle sebe ještě jazyk znakový, pokud v místě, kde se hovoří tímto mluveným jazykem, existuje komunita neslyšících. Znakové jazyky jsou izolovány stejně jako mluvené jazyky geografickými a kulturními hranicemi, které oddělují obyvatelstvo. Přesto nejsou tyto znakové jazyky závislé na jazycích mluvených.
Proto se můžeme setkat s označením národní znakový jazyk, který spíše odpovídá oblasti, kde se daný znakový jazyk používá.
Například:
- Český znakový jazyk,
- Americký znakový jazyk (používá se mimo USA také třeba i v anglicky mluvící části Kanady),
- Quebecký znakový jazyk,
- Britský znakový jazyk,
- Mezinárodní znakový systém, dříve též "Mezinárodní znakový jazyk", který vznikl přirozeným vývojem z mezinárodního souboru znaků Gestuno, který neměl žádný gramatická pravidla. Postupem času se z Gestuna a z gramatik znakových jazyků vytvořil pidžin, který se v současnosti již dá považovat za plnohodnotný znakový jazyk. Mezinárodní znakový jazyk se používá mimo jiné při Deaflympiádě a při setkáních Světové federace neslyšících. Mnoho neslyšících však mezinárodní znakový systém neovládá. Mladá generace již používá převážně znakový jazyk.

### Znakovaná čeština
Znakovaná čeština je umělý jazykový systém, který má strukturu a skladbu mluvené češtiny, využívá gramatické prostředky češtiny a je artikulován současně se znaky českého znakového jazyka. Těmto umělým systémům pro různé národní verze však neslyšící mnohdy nerozumí, protože zpravidla neovládají gramatiku mluveného jazyka. Starší generace jsou zvyklé spíše na znakovanou češtinu.

### Znaková řeč
Výraz "Znaková řeč" byl zákonem č.155/1998 Sb. o znakové řeči definovaný termín, který označoval oba uvedené systémy dorozumívání neslyšících, tedy český znakový jazyk i znakovanou češtinu. V roce 2008 byl tento zákon novelizován zákonem č. 384/ 2008 Sb. na Zákon o komunikačních systémech neslyšících a hluchoslepých osob a nyní se používá pojem "znakový jazyk" .

### Poznámka k překladům
Termín znaková řeč se vyskytuje v mnoha textech, a to napříč beletrií, publicistikou i odbornými texty, jedná se však o krajně nevhodné řešení. V překladových textech to lze přičítat i tomu, že je tato varianta bývá občas uváděna ve slovnících jako (jediná) správná varianta.
Například slovník na Lingea k tomuto překladu přistupuje nesystematicky, příklady:
- chybně uvádí u francouzského langage des signes překlad znaková řeč (hluchoněmých),
- u německého die Zeichensprache je uvedeno znaková řeč,
- u italského lingua dei segni je uvedeno posunková řeč,
- u španělského lengua de señas je uvedeno znaková řeč,
- u angličtiny je u slovesa sign uvedeno používat znakovou řeč (pro neslyšící).

Příkladem zde může jít v českém prostředí slovník na Seznamu, který všude používá pouze pojem znakový jazyk.
Ve skutečnosti[zdroj⁠?!] se však při překladech textů rozhodně nejedná[zdroj⁠?!] o tzv. znakovou řeč, což je, jak je vysvětleno výše, pojem definovaný českým zákonem, zahrnující v sobě několik různých věcí, a jako takový je specifický pouze pro české prostředí. Pokud se jedná o konkrétní znakové jazyky, například American Sign Language (ASL) nebo langue des signes française (LSF), jediný vhodný překlad[zdroj⁠?!] je vždy pouze (americký, francouzský...) znakový jazyk. Je až s podivem,[zdroj⁠?!] do jaké míry je špatná varianta v překladech rozšířená, uvědomíme-li si, že například v angličtině je tento pojem sign language ("jazyk"), nikoliv speech ("řeč"). Stejně problematické[zdroj⁠?!] jsou i související termíny hluchý či hluchoněmý; pokud se nejedná o vlastnost, ale o označení nějaké osoby, správně je N/neslyšící.